# Arrondissement de Baume
L'arrondissement de Baume, aussi nommé arrondissement de Baume-les-Dames, est un ancien arrondissement français du département du Doubs. Il fut créé le 17 février 1800 et supprimé le 10 septembre 1926. Les cantons furent rattachés entre les arrondissements de Besançon et Montbéliard.

## Composition
Il comprenait les cantons de Baume-les-Dames, Clerval, l'Isle-sur-le-Doubs, Pierrefontaine-les-Varans, Rougemont, Roulans, Vercel-Villedieu-le-Camp.

## Historique
Par décret royal du 17 juillet 1819, les communes de la Chevillotte, de Gennes, de Mamirolles, de Le Gratteris, de Montfaucon, de Morre et de Saône faisant alors partie du canton de Roulans, arrondissement de Baume, département du Doubs seront distraites de ce canton et réunies au canton sud de la ville de Besançon, arrondissement de Besançon

## Sous-préfets
| Période           | Période           | Identité                                 | Fonction précédente                                          | Observation                                                            |
| ----------------- | ----------------- | ---------------------------------------- | ------------------------------------------------------------ | ---------------------------------------------------------------------- |
|                   |                   |                                          |                                                              |                                                                        |
| 21 février 1877   | 24 mai 1877       | Pierre Girod                             | Sous-préfet de Bressuire                                     | Révoqué après la crise du 16 mai 1877                                  |
| 24 mai 1877       | 17 juin 1877      | François de Broqua                       | Sous-préfet de Mirande                                       | Nommé sous-préfet de Sancerre                                          |
| 15 novembre 1877  | 19 novembre 1877  | Jean-Baptiste Perronne                   | Conseiller de préfecture d'Eure-et-Loir                      | Nommé conseiller de préfecture d'Eure-et-Loir                          |
| 30 décembre 1877  | 13 février 1886   | Pierre Girod                             | Ancien sous-préfet de Baume révoqué                          | 2ème fois. Nommé sous-préfet de Rambouillet                            |
| 13 février 1886   | 9 juillet 1890    | Charles Rosapelly                        | Chef de cabinet du préfet du Doubs                           | Nommé sous-préfet de Gien                                              |
| 9 juillet 1890    | 22 septembre 1890 | Victor Coutaud                           | Sous-préfet de Châtillon-sur-Seine                           | Nommé sous-préfet des Sables-d'Olonne                                  |
| 22 septembre 1890 | 1er février 1894  | Albert Le Go                             | Secrétaire général de la préfecture du Territoire-de-Belfort | Nommé sous-préfet de Saint-Pons                                        |
| 1er février 1894  | 19 juillet 1898   | Victor Meignan                           | Conseiller de préfecture de la Loire-Inférieure              | Nommé sous-préfet de Ribérac                                           |
| 19 juillet 1898   | 17 août 1898      | Auguste Droz                             | Secrétaire général de la préfecture de la Marne              | Nommé secrétaire général de la préfecture des Vosges                   |
| 17 août 1898      | 22 avril 1899     | Édouard Christian                        | Sous-préfet d'Ambert                                         | Nommé sous-préfet de Sisteron                                          |
| 22 avril 1899     | 9 septembre 1902  | Hugues du Caurroy                        | Sous-préfet de Lure                                          | Remplacé sur sa demande                                                |
| 9 septembre 1902  | 8 octobre 1904    | Jules Bargeaud                           | Conseiller de préfecture des Deux-Sèvres                     | Nommé sous-préfet d'Ancenis                                            |
| 8 octobre 1904    | 2 février 1905    | Émile Chatard                            |                                                              | Nommé sous-préfet d'Issoire. Non installé, reste à Baume               |
| 2 février 1905    | 7 février 1905    | Joseph Monteilhet                        | Conseiller de préfecture d'Eure-et-Loir en 1903              | Non installé. Mis en disponibilité sur sa demande                      |
| 7 février 1905    | 15 avril 1911     | Émile Chatard                            |                                                              | Nommé secrétaire général de la préfecture de la Haute-Marne            |
| 22 mars 1911      | 15 juillet 1914   | Jean Martel                              |                                                              | Nommé rédacteur principal au ministère de l'Intérieur                  |
| 15 juillet 1914   | 7 août 1915       | Octave-Henri Colonna d'Istria de Cinarca | Rédacteur au ministère de l'Intérieur                        | Nommé conseiller de préfecture de la Corse                             |
| 7 août 1915       | 28 avril 1919     | Jean Martelli                            | Conseiller de préfecture de la Corse                         | Nommé rédacteur à la préfecture de la Seine                            |
| 28 avril 1919     | 22 septembre 1926 | Marius Arnaud                            |                                                              | Rattaché à la préfecture du Doubs à la fermeture de la sous-préfecture |